# Frobeniusmatrix
Eine Frobeniusmatrix ist eine spezielle Matrix, die in der Numerischen Mathematik verwendet wird. Eine Matrix ist eine Frobeniusmatrix, wenn sie die folgenden drei Eigenschaften aufweist:
- auf der Hauptdiagonale stehen nur Einsen
- in höchstens einer Spalte stehen unter der Hauptdiagonale beliebige Einträge
- alle anderen Einträge sind Null

Ein Beispiel stellt die folgende Matrix dar: 
{\displaystyle A={\begin{pmatrix}1&0&0&\cdots &0\\0&1&0&\cdots &0\\0&a_{32}&1&\cdots &0\\\vdots &\vdots &\vdots &\ddots &\vdots \\0&a_{n2}&0&\cdots &1\end{pmatrix}}}
Frobeniusmatrizen haben stets eine Determinante vom Wert 1 und sind somit invertierbar. Ihre inverse Matrix wird gebildet, indem das Vorzeichen aller Einträge außerhalb der Hauptdiagonalen gewechselt wird. Die Inverse des obigen Beispiels ist also:
{\displaystyle A^{-1}={\begin{pmatrix}1&0&0&\cdots &0\\0&1&0&\cdots &0\\0&-a_{32}&1&\cdots &0\\\vdots &\vdots &\vdots &\ddots &\vdots \\0&-a_{n2}&0&\cdots &1\end{pmatrix}}}
Diese Formel lässt sich sogar auf beliebige Matrixpotenzen verallgemeinern. So gilt für jedes {\displaystyle k\in \mathbb {Z} }:
{\displaystyle A^{k}={\begin{pmatrix}1&0&0&\cdots &0\\0&1&0&\cdots &0\\0&k\cdot a_{32}&1&\cdots &0\\\vdots &\vdots &\vdots &\ddots &\vdots \\0&k\cdot a_{n2}&0&\cdots &1\end{pmatrix}}=I+k\cdot (A-I)}
Hierbei steht {\displaystyle I} für die Einheitsmatrix.
Die Frobeniusmatrizen sind nach Ferdinand Georg Frobenius benannt. Sie treten bei der Beschreibung des Gaußschen Eliminationsverfahrens als Darstellungsmatrizen der Gauß-Transformationen auf. Wird eine Matrix von links mit einer Frobeniusmatrix multipliziert, dann wird ein skalares Vielfaches einer bestimmten Zeile zu einer oder mehreren darunter liegenden Zeilen addiert. Dies entspricht einer der Elementaroperationen des Gaußschen Eliminationsverfahrens (neben der Operation der Vertauschung von Zeilen und der Multiplikation einer Zeile mit einem skalaren Vielfachen).